# Liga Deportiva Universitaria de Machala
La Liga Deportiva Universitaria de Machala fue un club de la ciudad de Machala, de la provincia de El Oro, Ecuador.
Jugó la Segunda Categoría de El Oro, quedando campeón del mismo en 1975, y subcampeón en 1983 y 1986
Estuvo afiliada a la Asociación de Fútbol Profesional de El Oro hasta su disolución

## Temporada 1973 El Oro
En la temporada 1973, fue su primer torneo para llegar a la Serie A, ocupó el Grupo B

### Grupo B
|  |  |    | Equipo             | PJ | PG | PE | PP | GF | GC | DG  |
|  |  | -- | ------------------ | -- | -- | -- | -- | -- | -- | --- |
|  |  | 1. | Bonita FC          | 5  | 5  | 0  | 0  | 17 | 3  | +14 |
|  |  | 2. | Macarsa            | 5  | 2  | 2  | 1  | 13 | 9  | +4  |
|  |  | 3. | Río Amarillo       | 5  | 1  | 3  | 1  | 10 | 9  | +1  |
|  |  | 4. | LDU(M)             | 5  | 2  | 1  | 2  | 10 | 12 | -2  |
|  |  | 5. | América de Machala | 5  | 1  | 2  | 2  | 9  | 14 | -5  |
|  |  | 6. | Comerc.Huaquillas  | 5  | 0  | 0  | 5  | 5  | 17 | -12 |

 Pts=Puntos; PJ=Partidos jugados; G=Partidos ganados; E=Partidos empatados; P=Partidos perdidos; GF=Goles a favor; GC=Goles en contra; Dif=Diferencia de gol
|  | Clasificados a la Liguilla Final. |

### Partidos y resultados
| Fecha 1            | Fecha 1   | Fecha 1           |
| Equipo Local       | Resultado | Equipo Visitante  |
| ------------------ | --------- | ----------------- |
| LDU(M)             | 1-1       | Río Amarillo      |
| Bonita FC          | 2-0       | Comerc.Huaquillas |
| América de Machala | 1-1       | Macarsa           |

| Fecha 2            | Fecha 2   | Fecha 2           |
| Equipo Local       | Resultado | Equipo Visitante  |
| ------------------ | --------- | ----------------- |
| Macarsa            | 2-2       | Río Amarillo      |
| Bonita FC          | 5-1       | LDU(M)            |
| América de Machala | 5-4       | Comerc.Huaquillas |

| Fecha 3      | Fecha 3   | Fecha 3            |
| Equipo Local | Resultado | Equipo Visitante   |
| ------------ | --------- | ------------------ |
| LDU(M)       | 2-0       | Comerc.Huaquillas  |
| Bonita FC    | 3-0       | Macarsa            |
| Río Amarillo | 2-2       | América de Machala |

| Fecha 4      | Fecha 4   | Fecha 4            |
| Equipo Local | Resultado | Equipo Visitante   |
| ------------ | --------- | ------------------ |
| LDU(M)       | 4-1       | América de Machala |
| Bonita FC    | 4-2       | Río Amarillo       |
| Macarsa      | 5-1       | Comerc.Huaquillas  |